# A Arte do Barulho
A Arte do Barulho é o quarto álbum de estúdio do rapper brasileiro Marcelo D2, lançado em 20 de novembro de 2008, pela gravadora EMI. Este álbum marca também uma fase de gêneros como o rock e beats, de sua fase no Planet Hemp e diminuindo um pouco mais a presença marcante do samba, bastante verificado em seus álbuns anteriores. Praticamente todas as músicas contiveram participações especiais, ente elas de Seu Jorge em duas músicas, Mariana Aydar, Roberta Sá, Marcos Valle no piano, Zuzuka Poderosa e seu filho Stephan.
O primeiro single de trabalho "Desabafo", atingiu considerável sucesso nas rádios e na televisão além de concorrer a clipe do ano no MTV Video Music Brasil de 2008. "Ela Disse", com a participação especial da atriz e cantora Thalma de Freitas foi escolhida como segundo single e alcançou o Top 20 do Hot 100 Brasil. O terceiro single do álbum foi "Pode Acreditar (Meu Laiá Laiá)", com a participação de Seu Jorge.
| Críticas profissionais                                                      | Críticas profissionais |
| Avaliações da crítica                                                       | Avaliações da crítica  |
| Fonte                                                                       | Avaliação              |
| --------------------------------------------------------------------------- | ---------------------- |
| O Globo                                                                     | [ 3 ]                  |
| Rolling Stone                                                               | [ 4 ]                  |
| Terra                                                                       | [ 5 ]                  |
| AllMusic                                                                    | [ 6 ]                  |
| Esta tabela precisa de ser acompanhada por texto em prosa. Consulte o guia. |                        |

## Conceito
Após o grande sucesso de seus álbuns anteriores Marcelo D2 achava que ele estava muito "celebridade" e resolveu amenizar isso neste álbum. "O disco bombou e eu pensei: 'tô' muito celebridade. Então fiz esse porque me deu vontade de falar: não sou isso", afirmou D2 em uma entrevista dada ao jornal O Dia. Desde o começo, D2 teve a intenção de fazer um álbum composto por vozes femininas, mas não planejou nenhuma parceria. As participações foram aparecendo naturalmente no decorrer do tempo, sem um planejamento certo.

## Produção e gravação
A produção do álbum durou cerca de 4 meses, incluindo 45 dias em estúdio. A gravação deu-se em vários lugares incluindo Trancoso, que fica no sul da Bahia, na fazenda de D2, na sala de sua casa, no apartamento de um amigo, no Studio Mega e na MCJ Studio, casa do produtor Mário Caldato, em Los Angeles. Pitty fez uma participação na música "Feriado", mas a música não foi autorizada para entrar no disco por ordens da gravadora da cantora. Segundo D2, a gravadora da cantora não deu um motivo muito convincente sobre o assunto.

## Capa
A capa do álbum foi feita pelos artistas Brent Rollins e B+ e encontra-se na lista das "Dez Melhores Capas de Discos Brasileiros", feita pela revista Época.

## Divulgação
D2 aproveitou o final de 2008 para fazer as divulgações do álbum, incluindo entrevistas e participações em programas de TV. Participou de uma coletiva on-line para a imprensa, onde respondia a perguntas dos espectadores a respeito do álbum e outras questões relacionadas à sua carreira. Fez uma apresentação de seu single "Desabafo" no Video Music Brasil 2008, onde concorreu a um prêmio e colaborou como vocalista na Banda dos Sonhos, onde apresentou-se no palco com dois membros do Paralamas do Sucesso e com Chimbinha, da Banda Calypso. Participou do programa Altas Horas, da Rede Globo, que foi ao ar em 6 de dezembro do mesmo ano e cantou músicas de sucesso incluindo novas canções do novo álbum como "Desabafo", "Vem Comigo Que Eu Te Levo Pro Céu" e "A Arte do Barulho", que leva o mesmo nome do CD, além de uma aparição no Casseta & Planeta, da mesma emissora. A turnê de divulgação do álbum se iniciou no dia 12 de março de 2009, no Opinião, em Porto Alegre.

## Faixas
| N.º | Título                                                    | Compositor(es)                 | Produtor(es)                           | Duração |  |
| 1.  | "A Arte do Barulho" (com Seu Jorge e Aori)                | Marcelo Peixoto                | DJ Nuts                                | 2:36    |  |
| 2.  | "Desabafo"                                                | Peixoto, Nave                  | Nave                                   | 2:55    |  |
| 3.  | "Fala Sério!" (com Mariana Aydar)                         | Peixoto, Jackson               | DJ Nuts                                | 3:01    |  |
| 4.  | "Pode Acreditar (Meu Laiá Laiá)" (com Seu Jorge)          | Peixoto                        | DJ Nuts, Mário Caldato Jr., Marcelo D2 | 3:02    |  |
| 5.  | "Oquêcêqué?"                                              | Peixoto                        | DJ Nuts                                | 3:12    |  |
| 6.  | "Atividade na Laje" (com Stephan Peixoto)                 | Peixoto, Stephan Peixoto, Nave | DJ Nuts                                | 2:24    |  |
| 7.  | "Ela Disse" (com Thalma de Freitas)                       | Peixoto, Mauro Berman          | DJ Nuts, Mário Caldato Jr.             | 2:53    |  |
| 8.  | "Kush" (com Medaphor)                                     | Peixoto, Medaphor, Berman      | DJ Nuts, Marcelo D2                    | 3:16    |  |
| 9.  | "Meu Tambor" (com Zuzuka Poderosa)                        | Peixoto                        | DJ Nuts                                | 2:55    |  |
| 10. | "Afropunk no Valle do Rap" (com Marcos Valle)             | Peixoto                        | DJ Nuts                                | 1:36    |  |
| 11. | "Minha Missão" (com Roberta Sá)                           | Peixoto                        | DJ Nuts                                | 3:18    |  |
| 12. | "Vem Comigo que Eu Te Levo pro Céu" (com Cabeza de Panda) | Peixoto, Berman, Nuts          | DJ Nuts                                | 3:47    |  |

## Prêmios
| Cerimônia              | Categoria                                      |
| ---------------------- | ---------------------------------------------- |
| 2009                   |                                                |
| Grammy Latino 2009     | Melhor Canção Urbana por "Desabafo" (indicada) |
| Prêmio Multishow 2009  | Melhor CD por A Arte do Barulho (indicado)     |
| Prêmio Multishow 2009  | Música do Ano por "Desabafo" (indicada)        |
| Prêmio Multishow 2009  | Melhor Clipe por "Desabafo" (indicado)         |
| Meus Prêmios Nick 2009 | Música do Ano por "Desabafo" (indicada)        |